# (73088) 2002 GD18
(73088) 2002 GD18 – planetoida z pasa głównego asteroid okrążająca Słońce w ciągu 3,28 lat w średniej odległości 2,21 j.a. Odkryta 15 kwietnia 2002 roku.